# Еріу
Е́ріу (давньоірл. Ériu, в родовому відмінку Érenn) — в  ірландської міфології жінка з Племен богині Дану, мати Бреса, епонім Ірландії. Від її імені пішла назва цієї країни. Разом з нею богинями-епонімами були також Банба і Фодла, але прижилося тільки ім'я Еріу, яке найчастіше використовувалося для позначення ірландської землі у скелах. Іменем Банби Ірландія названа, наприклад, у «Старовині місць». Очевидно, Банба і Фодла — лише іпостасі Еріу, оскільки ірландцям було властиво потроєння своїх богів, як, втім, це робили й інші народи. Хоча це сумнівно, бо Еріу відзначилась на відміну від двох попередніх богинь, пророцтвом яке вона дала Синам Міля і тому країну назвали в її честь. Це версія із «Книги захоплень Ірландії».

## Ерін— ім'я Ірландії у скелах
У скелах сказано, що коли Сини Міля завойовували Ірландію, у своєму поході вони зустрічали по черзі Банбу і Фодлу, кожна з яких просила назвати острів її ім'ям. Коли ж гойдели дійшли до Уснеха, центральної точки країни, вони зустріти третю богиню, Еріу, яка звернулася до Синів Міля з вітальними словами, кажучи, що прихід гойдели був передбачений мудрецями. Але одному із загарбників не сподобалися слова богині. Він вважав, що своєю перемогою Сини Міля зобов'язані тільки своїм богам, на що Еріу відповіла: «Не годиться говорити тобі так, бо тоді не принесе вам блага цей острів, і не буде множитися тут ваше потомство. Виконайте ж моє прохання, о, нащадки Міля і рід брегонів, нехай зветься цей острів моїм ім'ям!» Поет Амергін, який до цього обіцяв двом попереднім богиням виконати їхнє прохання, дав тепер обіцянку Еріу. Згодом гойдели звернуться в пісні до ірландської землі під ім'ям Ерін (одна з форм імені Еріу), що зруйнує чари туатів і зупинить бурю.

## Боги, що керують родючістю
У легенді про Еріу і Синів Міля проявляється віра ірландців у те, що сили Ірландії та її достаток перебуває у владі Племен богині Дану, від чого, ймовірно, в християнські часи вони були зведені до рівня духів родючості. Цікаво, що таку ж роль стосовно Туата Де Дананн грали фомори. Коли Племена богині Дану перемогли цих демонів, їм вдалося полонити Бреса. Бранець обіцяв, що якщо його пощадять, то «повік не вичерпається молоко у корів Ірландії». Але Луг, після ради з друїдами відповів Бресу, що той більше не має влади над коровами країни. Тоді Брес намагався відкупитися від страти, збільшивши врожайність країни, але цим даром скористатися було не можна, оскільки ірландці все одно б не встигли зібрати новий урожай, який зростає з такою швидкістю. У результаті Брес відкупився секретами землеробства — він назвав дні коли потрібно сіяти і збирати врожай.